# Teoria miasmàtica

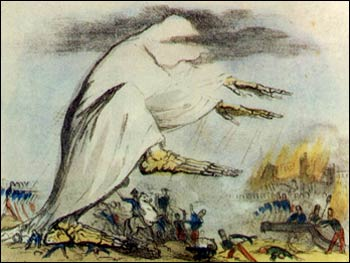
Representació d'una epidèmia de còlera del on s'il·lustra la propagació de la malaltia en forma d'aire verinós.

La teoria miasmàtica de la malaltia o només teoria miasmàtica fou una teoria formulada per Thomas Sydenham (1624 - 1689) i Giovanni Maria Lancisi (1654 - 1720). Segons aquesta teoria els miasmes, que eren el conjunt d'emanacions fètides de sòls i aigües impures, eren la causa de la malaltia. Actualment es considera  obsoleta, en haver estat substituïda per la teoria microbiana de la malaltia.

## Origen
El químic alemany Justus von Liebig reprèn la teoria dels miasmes, assegurant que la fermentació de la sang produeix gasos tòxics responsables de les més variades malalties, com el còlera, la verola i la sífilis; l'aire transportava aquests gasos que es combinaven amb altres provinents de la descomposició de la matèria orgànica a la Terra.
Aquesta teoria semblava explicar per què les epidèmies eren comunes als barris bruts i pudents de la gent pobra i va impulsar campanyes públiques, que en comptes de prestar atenció a la salut de la població, només es preocupaven per les condicions ambientals. Una de les seves majors defensores fou Florence Nightingale.
En la mitologia grega el mot miasma significa «contaminació». Es tractava d'una mena de vapor o mal aire enviat pels déus, que tenia vida pròpia i que només podia ser purgat amb la mort sacrificial del dolent, és a dir, reparant el dany. Mentre no s'esmena, l'individu, el col·lectiu o la societat afectada seguiria patint el càstig diví.
La successió de morts per epidèmies era, en l'imaginari romà, un càstig diví per alguna acció que havien de reparar: es realitzaven rituals i sacrificis per apaivagar la ira dels déus. Aquest greuge podia ser comès per una causa que no tenia per què estar relacionada amb el mateix general. Per exemple, l'execució errònia d'un ritual en l'urbs, podia ser el detonant d'aquesta ira que podia recaure sobre la legió.